# Kim Jong-pil (calciatore 1956)
Kim Jong-pil (?, 金鍾弼?, 김종필LR; 16 novembre 1956) è un ex calciatore sudcoreano, di ruolo difensore.

## Statistiche

### Cronologia presenze e reti in Nazionale
| Cronologia completa delle presenze e delle reti in nazionale ― Corea del Sud | Cronologia completa delle presenze e delle reti in nazionale ― Corea del Sud | Cronologia completa delle presenze e delle reti in nazionale ― Corea del Sud | Cronologia completa delle presenze e delle reti in nazionale ― Corea del Sud | Cronologia completa delle presenze e delle reti in nazionale ― Corea del Sud | Cronologia completa delle presenze e delle reti in nazionale ― Corea del Sud | Cronologia completa delle presenze e delle reti in nazionale ― Corea del Sud | Cronologia completa delle presenze e delle reti in nazionale ― Corea del Sud |
| Data                                                                         | Città                                                                        | In casa                                                                      | Risultato                                                                    | Ospiti                                                                       | Competizione                                                                 | Reti                                                                         | Note                                                                         |
| ---------------------------------------------------------------------------- | ---------------------------------------------------------------------------- | ---------------------------------------------------------------------------- | ---------------------------------------------------------------------------- | ---------------------------------------------------------------------------- | ---------------------------------------------------------------------------- | ---------------------------------------------------------------------------- | ---------------------------------------------------------------------------- |
| 29-8-1980                                                                    | Gwangju                                                                      | Corea del Sud                                                                | 5 – 0                                                                        | Bahrein                                                                      | 1980 President's Cup                                                         | -                                                                            |                                                                              |
| 16-9-1980                                                                    | Madinat al-Kuwait                                                            | Corea del Sud                                                                | 1 – 1                                                                        | Malaysia                                                                     | Coppa d'Asia 1980 - 1º turno                                                 | -                                                                            |                                                                              |
| 30-9-1980                                                                    | Madinat al-Kuwait                                                            | Kuwait                                                                       | 3 – 0                                                                        | Corea del Sud                                                                | Coppa d'Asia 1980 - Finali                                                   | -                                                                            | 75’                                                                          |
| Totale                                                                       |                                                                              | Presenze                                                                     | 3                                                                            |                                                                              | Reti                                                                         | 0                                                                            |                                                                              |